# Бидайбеков, Есен Ыкласович
Есен Ыкыласович Бидайбеков (каз. Бидайбеков Есен Ықласұлы; род. 2 октября 1945, с. Аккум, Таласский район, Жамбылская область, КазССР, СССР) — советский и казахстанский учёный в области математики и информатики, кандидат физико-математических наук (1975), доктор педагогических наук (1998), академик Российской Академии информатизации образования (1996), профессор по специальности «математика» ВАК РК (2002 г.), академик Международной академии информатизации РК (2011 г.).

## Биография
Родился 2 октября 1945 года в ауле Аккум Таласского района, Жамбылская область, КазССР, СССР. Происходит из племени ысты.
В 1961 году с медалью окончил Каратаускую школу-интернат (г. Каратау, Жамбылская область).
Окончил в 1967 году КазГУ и работал там до 1970 года в должности математика-программиста в лаборатории кафедры Вычислительной математики.
В 1970 году поступил в аспирантуру и был прикомандирован в вычислительный центр СО АН СССР под руководством академика АН СССР М. А. Лаврентьева.
В 1975 году защитил кандидатскую диссертацию на тему «О единственности решения обратных задач для некоторых квазилинейных уравнений гиперболического типа» (руководитель член-корр. РАН В. Г. Романов).
В 1973—1984 годах работал старшим преподавателем, доцентом кафедры Механики и прикладной математики КазГУ, старшим научным сотрудником.
В 1984—1987 годах заведует кафедрой вычислительной математики и дифференциальных уравнений КазПИ им. Абая, в 1987—1993 годах заведовал кафедрой информатики и вычислительной техники КазГПУ им. Абая, в 1993—2010 годах заведовал кафедрой информатики и прикладной математики.
В 1985—1987 годах принимает участие в формировании содержания и методики преподавания школьного курса «Основы информатики и вычислительной техники» в Казахской ССР.
В 1994 году на республиканской выставке-ярмарке ППС «Языковая среда» (соавтор член-корр. РАО, профессор В. В. Гриншкун) отмечена дипломом I степени и рекомендована для использования в системе образования Республики Казахстан.
В 1994 году выступает в роли научного редактора учебного пособия «Информатиканы оқыту методикасы» («Методика обучения информатике») академика РАО, профессора М. П. Лапчика.
В 1996 году избран действительным членом Российской академии информатизации образования (РАИО).
В 1998 году защитил докторскую диссертацию «Развитие методической системы обучения информатике специалистов совмещенных с информатикой профилей в университетах Республики Казахстан» (руководитель член-корр. РАО, профессор С. Г. Григорьев) (в 2004 году переаттестован в ВАК РК).
В 2010—2014 годах заведовал кафедрой информатики, математики и информатизации образования PhD докторантуры КазНПУ им. Абая, в 2014—2020 годах — кафедрой информатики и информатизации образования этого же университета.
С 2015 года под его руководством группа ученых начинает разрабатывать и внедрять методику обучения наследию Великого ученого аль-Фараби в рамках финансируемого МОН РК научного проекта по теме «Әл-Фарабидің математикалық мұралары замануи білім беру жағдайында».
Научно-педагогическая деятельность шла в тесном контакте с известными учеными-педагогами: академиком НАН РК У. М. Султангазиным, академиком Ш. С. Смагуловым, академиком М. О. Отельбаевым, академиком Т. Ш. Кальменовым, член-корр. РАН, профессором С. И. Кабанихиным, академиком АИО, член-корр СОМАШ ВШ, профессором Н. И. Пак, профессорами Н. Т. Темиргалиевым, А. А. Шарипбаевым[уточнить].
Большую роль в становлении теории и методики обучения информатике и информатизации образования в Казахстане сыграло тесное сотрудничество с одним из основателей советской школьной информатики академиком РАО, профессором М. П. Лапчиком. Совместная работа над переводом учебного пособия М. П. Лапчика «Методика обучения информатике», с учётом особенностей и условий обучения информатике и информатизации образования в РК («Информатиканы оқыту әдістемесі»), послужила мощным импульсом для становления и развития теории и методики обучения информатике и информатизации образования в Казахстане.
С 2020 года является заведующим Международной научной лаборатории проблем информатизации образования и образовательных технологий при Казахском национальном педагогическом университете им. Абая.

## Семья
Жена: Бидайбекова Татьяна Николаевна. Дети: сын — Данияр, дочери  — Шолпан, Аникуль. Внуки: Алем, Орен, Амина, Нина.

## Признание и награды
Победитель социалистического соревнования (1970—1980 гг.). Награждён знаком «Отличник образования РК» (1995 г.). Награждён Почетной грамотой Министерства образования, культуры и здравоохранения РК (1998 г.). Награждён Почетной грамотой АГУ им. Абая в честь 11-й годовщины Независимости РК (2002 г.). Награждён знаком Министерства образования и науки РК «Почетный работник образования РК(2004 г.)». Присвоено звание «Лучший преподаватель ВУЗа» за год (2007, 2012 г.) Награждён медалью «Қазақстан Республикасының ғылымын дамытуға сіңірген еңбегі үшін» (2008 г.). Награждён почетной грамотой КазНПУ им. Абая в честь 80-летнего юбилея вуза (2008 г.). Ассоциацией вузов РК награждён медалью им. А. Байтурсынова за плодотворный труд в написании учебников нового поколения, отвечающих современным стандартам образования (2012 г.). Европейской научно-промышленной палатой награждён медалью за большой вклад в информатику и образование (2013 г.). Награждён грамотой за активное участие в I международной научной конференции «Интеллектуальные, информационные и коммуникационные технологии — средства осуществления третьей индустриальной революции в свете стратегии Казахстан-2050» (2013 г.). Награждён значком за активное участие в ІХ Всемирном Исаак конгрессе (г. Краков, Польша, 2013 г.). Gold medal for exceptional «Achievements» (Brussels, Belgium, 2013 г.). Награждён медалью КазНПУ им. Абая «Айрықша еңбегі үшін» (2013 г.). Награждён Ассоциацией вузов РК медалью им. А. Байтурсынова за плодотворный труд в написании учебников для вузов (2014 г.). Награждён «Золотым Орденом МАИН» за вклад в развитие информатизации в Казахстане и международное сотрудничество (2020 г.).

## Научная деятельность
Автор более 600 научных трудов, в том числе 70 монографий, учебников и учебных пособий для ВУЗов. Под его руководством защищены 11 докторских диссертаций, 4 диссертация доктора PhD и 31 кандидатская диссертация, из них 4 — по математическим специальностям, а остальные — по специальности 13.00.02 «Теория и методика обучения и воспитания (информатика)».
1. Бидайбеков Есен Ыкласович.  Развитие методической системы обучения информатике специалистов совмещенных с информатикой профилей в университетах Республики Казахстан. Дисс...на соис. д.п.н. — М.: МГПУ им. Н.К. Крупской, 1998. — с. https://www.dissercat.com/content/razvitie-metodicheskoi-sistemy-obucheniya-informatike-spetsialistov-sovmeshchennykh-s-inform
2. Список членов АИО РФ. Оф. сайт Межрегиональной общественной организации "Академия информатизации образования" Дата обращения 11 сентября 2020. http://acinform.ru/DOWNLOAD/spisok.pdf
3. Состав членов МАИН РК. Оф. сайт Международной академии информатизации Казахстана. Дата обращения 11 сентября 2020. http://www.academy.kz/chleny-akademii-2/item/22
4. Международная научная лаборатория проблем информатизации образования и образовательных технологий Дата обращения 5 октября 2020.  https://www.kaznpu.kz/ru/2340/page/